# 築地駅
築地駅（つきじえき）は、東京都中央区築地三丁目にある、東京地下鉄（東京メトロ）日比谷線の駅である。駅番号はH 11。副駅名は本願寺前。

## 歴史
- 1963年（昭和38年）2月28日：開業[2]。
- 1995年（平成7年）3月20日：地下鉄サリン事件が発生。当駅は帝都高速度交通営団（営団地下鉄）の駅として最も多くの被害者を出した。
- 2004年（平成16年）4月1日：帝都高速度交通営団（営団地下鉄）民営化に伴い、当駅は東京地下鉄（東京メトロ）に継承される[3]。
- 2007年（平成19年）3月18日：ICカード「PASMO」の利用が可能となる[4]。
- 2018年（平成30年）3月17日：東京メトロ有楽町線新富町駅との乗り換え業務を開始[5]。
- 2020年（令和2年）2月7日：発車メロディを導入[6]。

## 駅構造
相対式ホーム2面2線を有する地下駅。駅出入口はそれぞれ上りホーム、下りホームと直結しており、ホーム中央部に連絡地下通路が設置されている。
1・2番出入口と改札外コンコースの間には、階段のほか、エレベーターも設置されている。トイレは1番線ホーム中目黒寄りの改札口を出て左側にあり、多機能トイレを併設している。1番出入口には歩道の人通りが見えるように鏡が設置されている。

### のりば
| 番線 | 路線     | 行先               |
| ---- | -------- | ------------------ |
| 1    | 日比谷線 | 中目黒方面         |
| 2    | 日比谷線 | 北千住・南栗橋方面 |

（出典：東京メトロ:構内図）

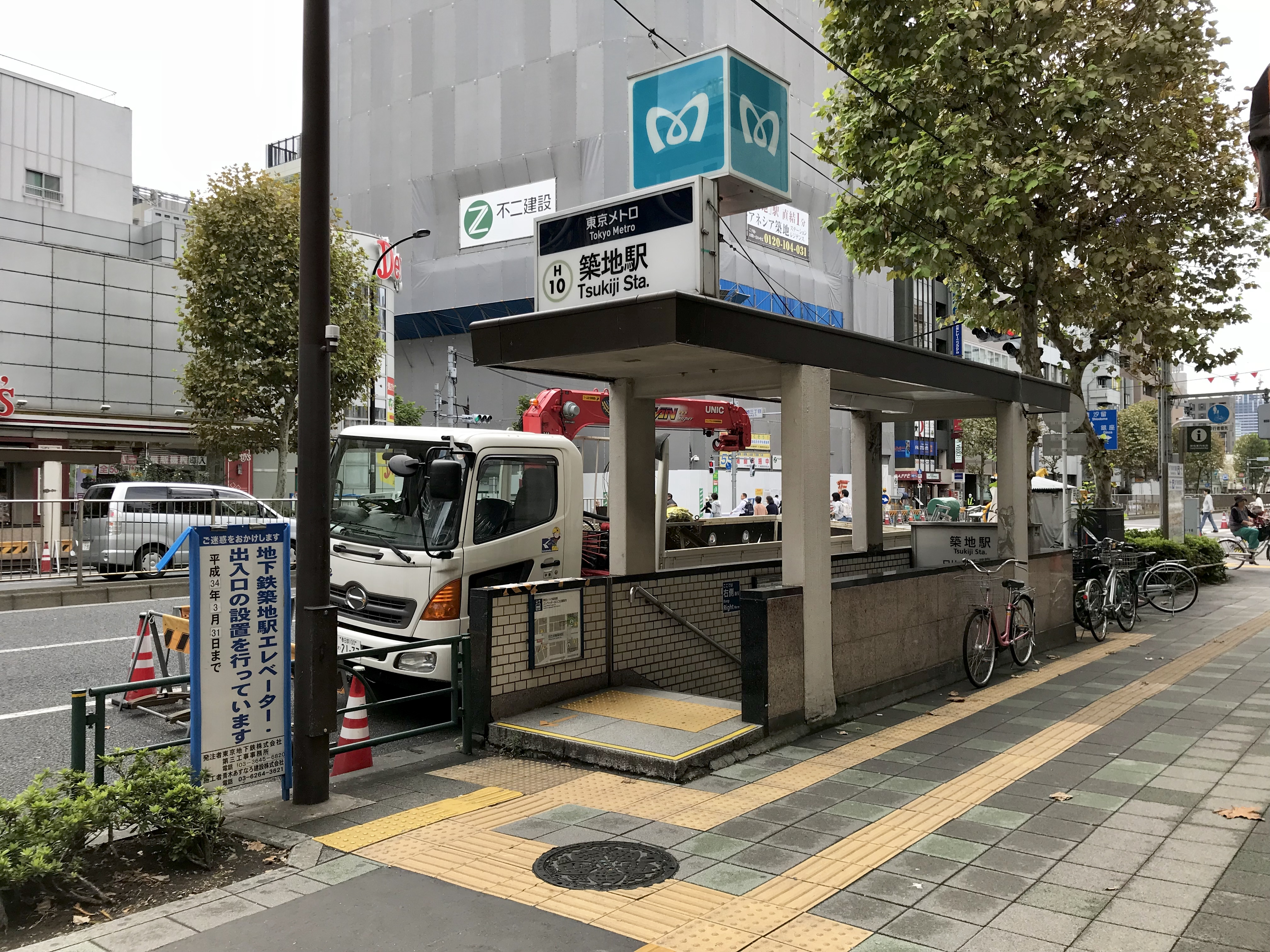
入船橋方面4番出入口（2018年10月14日）
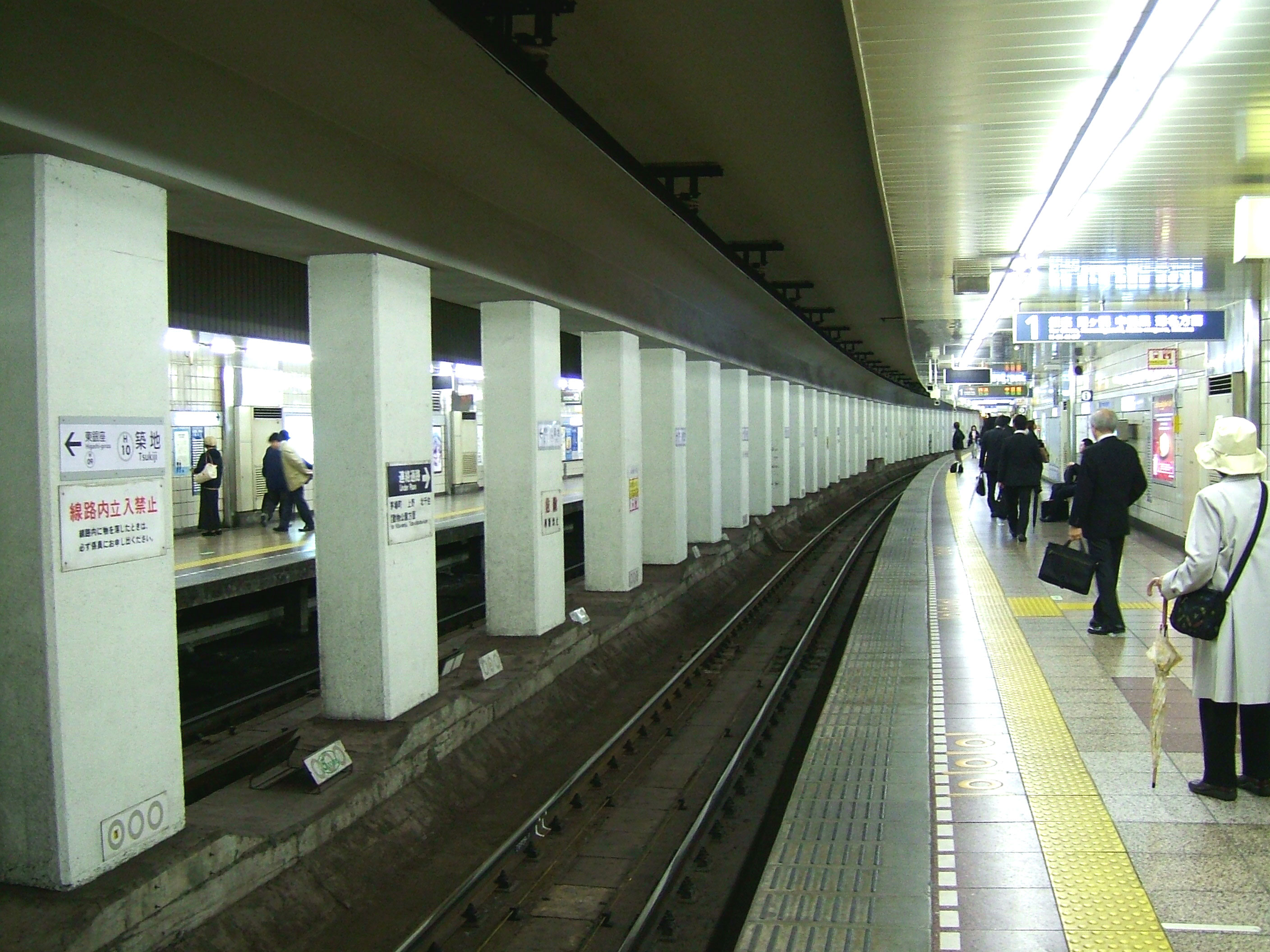
ホーム（2008年3月）

### 発車メロディ
2020年2月7日よりスイッチ制作の発車メロディ（発車サイン音）を使用している。
曲は1番線が「オールマイティー」（塩塚博作曲）、2番線が「潮騒」（福嶋尚哉作曲）である。

## 利用状況
2024年度の1日平均乗降人員は59,492人であり、東京メトロ全130駅中63位。
- 有楽町線との乗換人員を含んだ2019年度の1日平均乗降人員は76,669人である[8]。

近年の1日平均乗降・乗車人員推移は下表の通りである。
| 年度               | 1日平均 乗降人員 | 1日平均 乗車人員 | 出典     |
| ------------------ | ---------------- | ---------------- | -------- |
| 1990年（平成02年） |                  | 35,351           | [ * 1 ]  |
| 1991年（平成03年） |                  | 36,249           | [ * 2 ]  |
| 1992年（平成04年） |                  | 37,101           | [ * 3 ]  |
| 1993年（平成05年） |                  | 36,252           | [ * 4 ]  |
| 1994年（平成06年） |                  | 36,997           | [ * 5 ]  |
| 1995年（平成07年） |                  | 38,500           | [ * 6 ]  |
| 1996年（平成08年） |                  | 38,211           | [ * 7 ]  |
| 1997年（平成09年） |                  | 37,616           | [ * 8 ]  |
| 1998年（平成10年） |                  | 38,008           | [ * 9 ]  |
| 1999年（平成11年） |                  | 37,197           | [ * 10 ] |
| 2000年（平成12年） |                  | 37,186           | [ * 11 ] |
| 2001年（平成13年） |                  | 35,189           | [ * 12 ] |
| 2002年（平成14年） | 68,469           | 33,767           | [ * 13 ] |
| 2003年（平成15年） | 66,347           | 32,598           | [ * 14 ] |
| 2004年（平成16年） | 67,668           | 33,414           | [ * 15 ] |
| 2005年（平成17年） | 67,939           | 33,384           | [ * 16 ] |
| 2006年（平成18年） | 68,968           | 33,858           | [ * 17 ] |
| 2007年（平成19年） | 71,299           | 35,235           | [ * 18 ] |
| 2008年（平成20年） | 71,475           | 35,299           | [ * 19 ] |
| 2009年（平成21年） | 69,800           | 34,282           | [ * 20 ] |
| 2010年（平成22年） | 68,875           | 33,742           | [ * 21 ] |
| 2011年（平成23年） | 67,153           | 32,847           | [ * 22 ] |
| 2012年（平成24年） | 68,659           | 33,616           | [ * 23 ] |
| 2013年（平成25年） | 70,581           | 34,512           | [ * 24 ] |
| 2014年（平成26年） | 70,662           | 34,668           | [ * 25 ] |
| 2015年（平成27年） | 74,029           | 36,391           | [ * 26 ] |
| 2016年（平成28年） | 75,866           | 37,268           | [ * 27 ] |
| 2017年（平成29年） | 77,498           | 38,082           | [ * 28 ] |
| 2018年（平成30年） | 78,372           | 38,589           | [ * 29 ] |
| 2019年（令和元年） | 71,205           | 35,262           | [ * 30 ] |
| 2020年（令和02年） | 45,473           |                  |          |
| 2021年（令和03年） | 46,259           |                  |          |
| 2022年（令和04年） | 53,151           |                  |          |
| 2023年（令和05年） | 58,868           |                  |          |
| 2024年（令和06年） | 59,492           |                  |          |

## 駅周辺
- 東京国税局
- 中央区役所

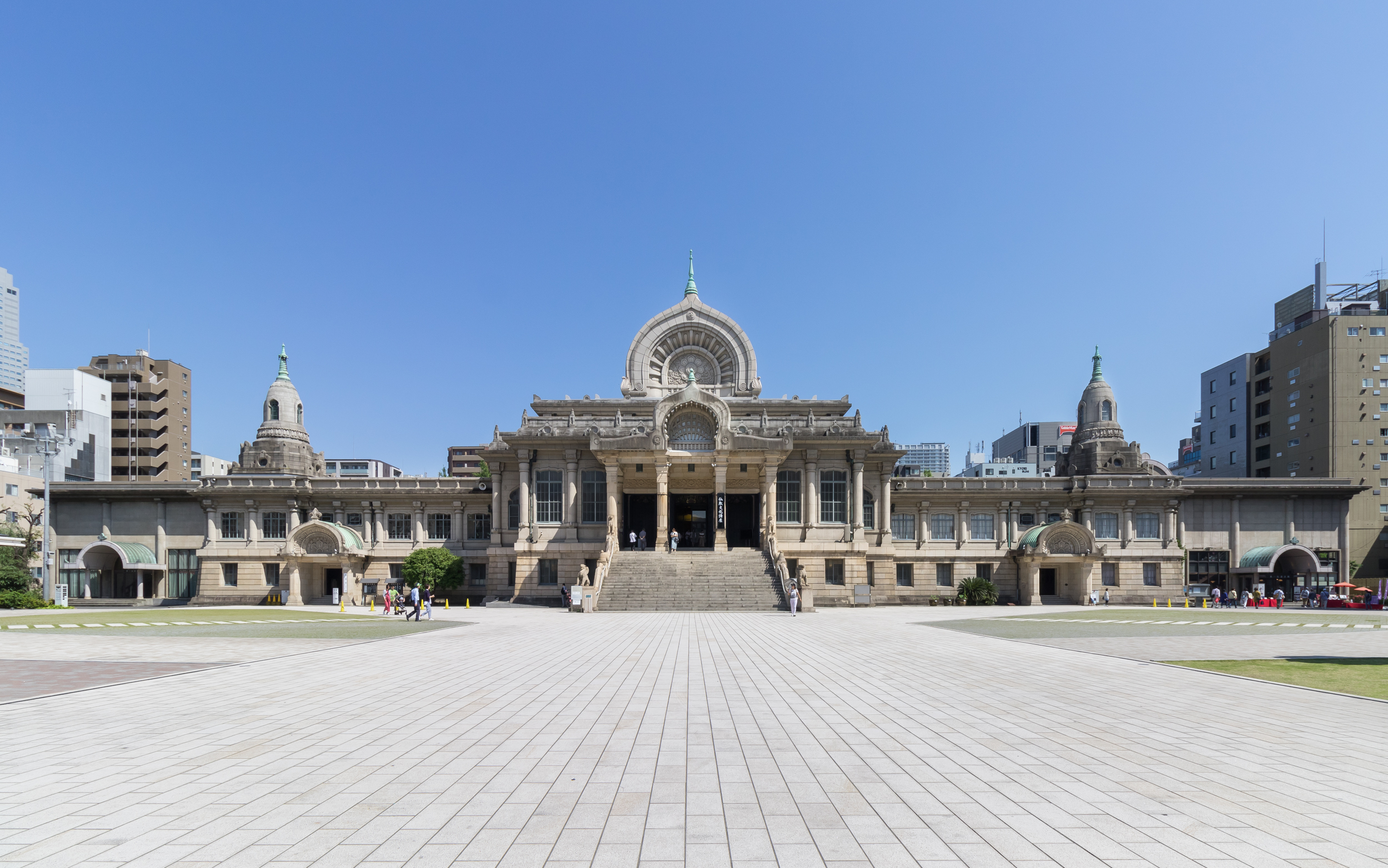
築地本願寺

- 中央区立京橋図書館 - 中央区役所地下にあったが京橋図書館「本の森ちゅうおう」として2022年12月4日に新富1丁目に移転[12]
- 中央区保健所
- 中央区明石町区民館
- 聖路加国際大学
- 中央区立郷土天文館（タイムドーム明石）
- 聖路加国際病院
- 築地本願寺
- 中央築地六郵便局
- 聖路加ガーデン
  - 聖路加ガーデン内郵便局
- 築地場外市場
- 築地魚河岸
- 朝日新聞東京本社
  - 朝日新聞出版
- 日刊スポーツ新聞社
- ニチレイ本社
- マイベスト本社
- カトリック築地教会
- 新富町駅（有楽町線） - 2018年3月17日から乗り換え業務を開始。
- 築地市場駅（都営大江戸線）
- 東銀座駅（日比谷線・都営浅草線）
- 新大橋通り
- 首都高速都心環状線銀座入口（内・外回り）
- 勝鬨橋
- 隅田川

## バス路線

### 路線バス
最寄りの停留所は、新大橋通り上の築地駅前、晴海通り上の築地三丁目および築地六丁目であり、いずれも都営バスにより運行されている。のりば番号は銀座エリアの近隣停留所（銀座四丁目・銀座六丁目・銀座西六丁目・築地）との連番となっている。なお当駅と同名の「築地」停留所（発着路線は「築地三丁目」と同一）は、当駅よりも東銀座駅に近い。
| のりば     | 系統・行先 | 備考                     |
| 築地三丁目 | 築地三丁目 | 築地三丁目               |
| ---------- | --- | ------------------------ |
| 11         | - 都03：四谷駅 - 都04・都05-1・都05-2：東京駅丸の内南口 - 業10：新橋 |                          |
| 12         | - 都03：晴海五丁目ターミナル - 都04：豊海水産埠頭 - 都05-1：晴海埠頭 - 都05-2：東京ビッグサイト・有明一丁目・有明ガーデン - 深夜13：有明一丁目 - 業10：とうきょうスカイツリー駅前 - 都05-1出入・業10出入：深川車庫前                              | 「深夜13」は平日のみ運行 |
| 築地駅前   | |                          |
| 13         | 錦11：亀戸駅前・錦糸町駅前 | 到着（降車）は平成通り上 |
| 築地六丁目 | |                          |
| 14         | - 都03：四谷駅 - 都04・都05-1・都05-2：東京駅丸の内南口 - 業10：新橋 - 市01：新橋駅前 |                          |
| 15         | - 都03：晴海五丁目ターミナル - 都04：豊海水産埠頭 - 都05-1：晴海埠頭 - 都05-2：東京ビッグサイト・有明一丁目・有明ガーデン - 深夜13：有明一丁目 - 業10：とうきょうスカイツリー駅前 - 都05-1出入・業10出入：深川車庫前 - 市01：豊洲市場・市場前駅前 | 「深夜13」は平日のみ運行 |

### 水上バス
明石町・聖路加ガーデン前
- 東京水辺ライン

## 隣の駅
東京地下鉄（東京メトロ）
 日比谷線
東銀座駅 (H 10) - 築地駅 (H 11) - 八丁堀駅 (H 12)

## 登場作品
- テレビドラマ『1995〜地下鉄サリン事件30年 救命現場の声〜』 - 制作：フジテレビ、2025年3月21日放送
  - 地下鉄サリン事件（1995年）を題材とした同作品の舞台の1つ。